# Philip Howard (graaf)

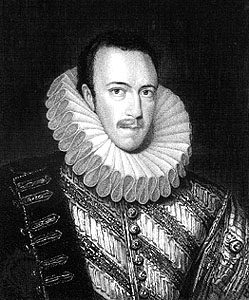
De earl van Arundel.

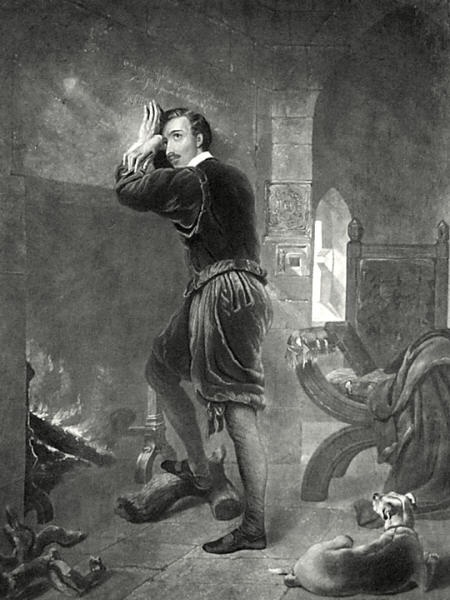
Negentiende-eeuwse gravure door William Barraud die de Earl van Arundel afbeeldt in de Tower of London.

Philip Howard, 20e graaf van Arundel (Londen, 28 juni 1557 – aldaar, 19 oktober 1595) was een Engels edelman. Hij werd in 1970 heilig verklaard door paus Paulus VI, als een van de veertig martelaren van Engeland en Wales. Hij wordt meestal als de 20e, maar soms ook als de 13e earl van Arundel genummerd.

## Biografie
Hij werd geboren aan de Strand in Londen, als de oudste zoon van Thomas Howard, 4e hertog van Norfolk en Mary FitzAlan, dochter van Henry FitzAlan, 19e graaf van Arundel. Hij werd in aanwezigheid van de koninklijke familie in het Paleis van Whitehall gedoopt. Hij werd naar zijn peetoom, koning Filips II van Spanje genoemd.
Op 14-jarige leeftijd trouwde hij met zijn pleegzuster, Anne Dacre. Na jaren van verwijdering werden zij later herenigd en bouwden zij een sterk huwelijk op. Hoewel zijn vader in 1572 zonder vorm van proces schuldig werd verklaard en vervolgens werd geëxecuteerd, slaagde Philip Howard er in om, na het overlijden van zijn grootvader van moederszijde, het erfdeel van zijn moeder te verkrijgen. In 1580 werd hij Earl van Arundel.
Howard en het grootste deel van zijn familie bleef tijdens de regeerperiode van koningin Elizabeth I van Engeland katholiek, ook toen dit heel gevaarlijk was. Om katholieke samenzweringen tegen te gaan, was het de familie verboden om Engeland zonder toestemming van het hof te verlaten. Zeker voor Howard, een achterneef van de koningin, lag dit gevoelig. Toen hij werd betrapt werd hij daarom op 25 april 1585 opgesloten in de Tower of London. Hoewel de beschuldiging van hoogverraad nooit werd bewezen, bleef hij tien jaar opgesloten in de Tower, dit totdat hij in 1595 aan dysenterie overleed. Op zijn sterfbed had hij een verzoekschrift ingediend om zijn vrouw en zijn zoon, die pas na zijn gevangenneming was geboren, te zien. De koningin antwoordde dat zijn verzoek zou worden toegekend, als hij eerst terugkeerde tot het protestantisme. Dit weigerde hij echter en hij stierf alleen in de Tower. Hij werd onmiddellijk geprezen als een katholieke martelaar.
Hij werd zonder ceremonie begraven onder de vloer van de kerk van St Peter ad Vincula, binnen de muren van de Tower. Negenentwintg jaar later kregen zijn weduwe en zijn zoon toestemming van Jacobus I om het lichaam over te brengen naar de FitzAlan kapel, net buiten Arundel Castle. Zijn graf werd in 1971 verplaatst naar de katholieke kathedraal van Arundel en is nog steeds een bedevaartsoord.
Hij werd in 1589 zonder proces schuldig verklaard. Zijn zoon Thomas werd uiteindelijk hersteld en volgde hem op als earl van Arundel, en ook in de andere titels van zijn grootvader. De hertogelijke titel werd echter eerst in 1660 aan de familie teruggegeven.